# Rabdom
Rabdom (łac. rhabdom) – reagujący na światło pręcik wzrokowy (pałeczka wzrokowa) usytuowany w środku omatidium, pionowo, w pobliżu stożka krystalicznego. Rabdom tworzą ściśle przylegające do siebie rabdomery (rhabdomer) – tylne części komórki wzrokowej (siatkówkowej). W oku przystosowanym do ciemności rabdom jest otoczony przez duże wakuole. Pod wpływem zmian strumienia rabdom skraca się lub wydłuża zmieniając w ten sposób swój kształt, średnicę (powierzchnię przekroju poprzecznego) lub objętość, co odgrywa znaczną rolę w adaptacji wzroku zwierzęcia do zmieniającego się oświetlenia.